# Lycophidion depressirostre
Lycophidion depressirostre är en ormart som beskrevs av Laurent 1968. Lycophidion depressirostre ingår i släktet Lycophidion och familjen snokar. Inga underarter finns listade i Catalogue of Life.
Denna orm förekommer i östra Afrika från Etiopien och Somalia till södra Tanzania och västerut till Sydsudan. Arten lever i kulliga områden och i bergstrakter mellan 600 och 2000 meter över havet. Den vistas främst i torra savanner och i halvöknar men den besöker ibland fuktiga savanner. Individerna är nattaktiva och de rör sig främst på marken. Födan utgörs antagligen av ödlor. Honor lägger ägg.
För beståndet är inga hot kända. IUCN listar arten som livskraftig (LC).